# Superstar (canção de Lupe Fiasco)
"Superstar" é uma canção do rapper americano Lupe Fiasco com Matthew Santos. É o primeiro single do seu álbum Lupe Fiasco's The Cool de 2007. A canção estava disponível no iTunes em 25 de setembro de 2007 juntamente com uma versão de rádio de "Dumb It Down".
Em 5 de novembro de 2007 o vídeo oficial foi lançado e foi dirigido por Hype Williams. Ele estreou no BET 106 & Park em 23 de novembro e no dia 19 de fevereiro ele movido até o primeiro lugar na contagem regressiva. Dia 31 de dezembro, ele apareceu no número 84 no BET como: Notarized: Top 100 Videos of 2007 na contagem regressiva do ano. A música é destaque na trilha sonora do NFL Tour e, recentemente, NHL 2K10. A estrela do beisebol Hanley Ramirez usa a música em ocasiões como em jogos em casa, Florida Marlins.
Na canção Lupe diz "FREE CHILLY", em referência a outra canção de seu álbum. A canção "Free Chilly" é sobre o parceiro de negócios de Lupe "Chilly" que foi condenado a 44 anos de prisão durante a gravação da canção "The Cool".
Lupe Fiasco disse a cantora Mariah Carey que escreveu a canção Superstar com ela em mente.

## Posições
| Posições (2007-08)                               | Melhores posições |
| ------------------------------------------------ | ----------------- |
| Austrália (Australian Singles Chart)             | 32                |
| Canadá (Canadian Hot 100)                        | 46                |
| Alemanha (German Singles Chart)                  | 39                |
| Irlanda (Irish Singles Charts)                   | 2                 |
| Turquia (Turkish Top 20 Chart)                   | 4                 |
| Reino Unido (UK Singles Chart)                   | 4                 |
| Reino Unido (UK R&B Chart)                       | 1                 |
| Estados Unidos (Billboard Hot 100)               | 10                |
| Estados Unidos (Billboard Hot R&B/Hip-Hop Songs) | 19                |
| Estados Unidos (Billboard Rap Songs)             | 3                 |
| Estados Unidos (Billboard Pop Songs)             | 14                |